# Ruslan Khadarkevich
Ruslan Khadarkevich (Minsk, 18 de junio de 1993) es un futbolista bielorruso que juega en la demarcación de defensa para el F. C. Atyrau de la Liga Premier de Kazajistán.

## Selección nacional
Hizo su debut con la selección de fútbol de Bielorrusia el 2 de junio de 2021 en un encuentro amistoso contra Azerbaiyán que finalizó con un resultado de 1-2 a favor del combinado azerí tras el gol de Maksim Skavysh para Bielorrusia, y de Badavi Hüseynov y Ramil Şeydayev para el combinado azerí.

## Clubes
| Club                      | País        | Año       | Partidos | Goles |
| ------------------------- | ----------- | --------- | -------- | ----- |
| FC Bereza-2010            | Bielorrusia | 2010-2013 | 78       | 1     |
| F. C. Slavia Mozyr        | Bielorrusia | 2014      | 8        | 0     |
| F. C. Smolevichi          | Bielorrusia | 2015-2016 | 51       | 1     |
| F. C. Slavia Mozyr        | Bielorrusia | 2017-2019 | 50       | 0     |
| F. C. Shakhtyor Soligorsk | Bielorrusia | 2019-2022 | 57       | 0     |
| F. C. Dinamo Minsk        | Bielorrusia | 2023      | 0        | 0     |
| BATE Borísov              | Bielorrusia | 2023-2024 | 36       | 2     |
| F. C. Minsk               | Bielorrusia | 2025      | 12       | 1     |
| F. C. Atyrau              | Kazajistán  | 2025-     | 1        | 0     |

## Palmarés

### Títulos nacionales
| Título                      | Club                      | País        | Año  |
| --------------------------- | ------------------------- | ----------- | ---- |
| Liga Premier de Bielorrusia | F. C. Shakhtyor Soligorsk | Bielorrusia | 2020 |
| Supercopa de Bielorrusia    | F. C. Shakhtyor Soligorsk | Bielorrusia | 2021 |
| Liga Premier de Bielorrusia | F. C. Shakhtyor Soligorsk | Bielorrusia | 2021 |